# Стоуні 142, 143, 144
Стоуні 142, 143, 144 (англ. Stoney 142, 143, 144) — індіанська резервація в Канаді, у провінції Альберта,  144муніципального району 143. 44

## Населення
За даними перепису 2016 року, індіанська резервація нараховувала 3713 осіб, показавши зростання на 6,3%, порівняно з 2011-м роком. Середня густина населення становила 8,3 осіб/км².
З офіційних мов обидвома одночасно володіли 5 жителів, тільки англійською — 3 685, а 10 — жодною з них. Усього 2315 осіб вважали рідною мовою не одну з офіційних, з них 2 305 — одну з корінних мов.
Працездатне населення становило 43,2% усього населення, рівень безробіття — 35,3%.
Середній дохід на особу становив $17 222 (медіана $14 488), при цьому для чоловіків — $15 331, а для жінок $18 869 (медіани — $10 128 та $16 085 відповідно).
16,3% мешканців мали закінчену шкільну освіту, не мали закінченої шкільної освіти — 64,9%, 19% мали післяшкільну освіту, з яких 6,6% мали диплом бакалавра, або вищий.
| Статево-вікова структура населення | Статево-вікова структура населення | Статево-вікова структура населення | Статево-вікова структура населення | Статево-вікова структура населення |
| ---------------------------------- | ---------------------------------- | ---------------------------------- | ---------------------------------- | ---------------------------------- |
|                                    |                                    |                                    |                                    |                                    |
| Всього                             | Всього                             | 49,5%50,5%                         |                                    |                                    |
| 0 — 14 років                       | 0 — 14 років                       |                                    | 35,3%                              | 35,3%                              |
| 15 — 64 років                      | 15 — 64 років                      |                                    | 60,4%                              | 60,4%                              |
| 65 і більше                        | 65 і більше                        |                                    | 4,3%                               | 4,3%                               |
| 85 і більше                        | 85 і більше                        |                                    | 0,1%                               | 0,1%                               |
| Середній вік (років)               | Середній вік (років)               | 24,827,4                           | 26,1                               | 26,1                               |
| Медіана (років)                    | Медіана (років)                    | 21,023,6                           | 22,1                               | 22,1                               |
| — чоловіки — жінки                 |                                    |                                    |                                    |                                    |

| Походження мешканців:     | Походження мешканців:     | Походження мешканців: | Походження мешканців: | Походження мешканців: |
| ------------------------- | ------------------------- | --------------------- | --------------------- | --------------------- |
| Походження                |                           |                       | осіб                  | %                     |
| Корінні американці        | Корінні американці        |                       | 3 670                 | 99.19%                |
| Інше північноамериканське | Інше північноамериканське |                       | 15                    | 0.41%                 |
| Європейське               | Європейське               |                       | 145                   | 3.92%                 |
| британське                | британське                |                       | 90                    | 2.43%                 |
| французьке                | французьке                |                       | 45                    | 1.22%                 |
| українське                | українське                |                       | 10                    | 0.27%                 |
| Латинськоамериканське     | Латинськоамериканське     |                       | 10                    | 0.27%                 |
| Африканське               | Африканське               |                       | 10                    | 0.27%                 |

## Клімат
Середня річна температура становить 3,2°C, середня максимальна – 21,1°C, а середня мінімальна – -15,6°C. Середня річна кількість опадів – 546 мм.
| Клімат поселення                              | Клімат поселення | Клімат поселення | Клімат поселення | Клімат поселення | Клімат поселення | Клімат поселення | Клімат поселення | Клімат поселення | Клімат поселення | Клімат поселення | Клімат поселення | Клімат поселення | Клімат поселення |
| Показник                                      | Січ.             | Лют.             | Бер.             | Квіт.            | Трав.            | Черв.            | Лип.             | Серп.            | Вер.             | Жовт.            | Лист.            | Груд.            |                  |
| Середній максимум, °C                         | −1,92            | 0,88             | 4,60             | 9,81             | 14,88            | 18,73            | 21,06            | 20,85            | 16,00            | 11,22            | 3,34             | −1,13            |                  |
| Середня температура, °C                       | −8,78            | −5,98            | −2,25            | 2,96             | 8,03             | 11,87            | 14,64            | 14,44            | 9,58             | 4,80             | −3,08            | −7,56            |                  |
| Середній мінімум, °C                          | −15,62           | −12,82           | −9,12            | −3,9             | 1,16             | 5,02             | 8,22             | 8,02             | 3,16             | −1,62            | −9,5             | −13,97           |                  |
| Норма опадів, мм                              | 19               | 20               | 34               | 46               | 73               | 89               | 69               | 69               | 57               | 28               | 23               | 19               |                  |
| Середньомісячна швидкість вітру, м/с          | 3.18             | 3.00             | 3.26             | 3.27             | 3.18             | 3.10             | 2.80             | 2.64             | 2.81             | 3.11             | 3.20             | 3.10             |                  |
| Середньомісячна сонячна радіація, кДж/м²·день | 4007             | 7381             | 12639            | 16954            | 20362            | 21700            | 22789            | 19439            | 13567            | 8205             | 4252             | 2965             |                  |
| --------------------------------------------- | ---------------- | ---------------- | ---------------- | ---------------- | ---------------- | ---------------- | ---------------- | ---------------- | ---------------- | ---------------- | ---------------- | ---------------- | ---------------- |
| Джерело:                                      |                  |                  |                  |                  |                  |                  |                  |                  |                  |                  |                  |                  |                  |